# Wishmaster (album)
Vous lisez un « bon article » labellisé en 2024.
Pour les articles homonymes, voir Wishmaster.
Albums de Nightwish
Oceanborn
(1998) Century Child
(2002)
Singles
1. Deep Silent Complete
Sortie : 16 juillet 2000

Wishmaster est le troisième album du groupe de metal symphonique finlandais Nightwish, édité le 8 mai 2000 par Spinefarm Records en Finlande, le 29 mai dans le reste de l’Europe par Drakkar Entertainment, le 19 juillet par Toy's Factory au Japon et le 6 février 2001 aux États-Unis par Century Media.
La musique de l’album continue sur le power metal symphonique avec une voix de soprano lyrique, développée sur Oceanborn, qui contribue au succès du groupe. Les enregistrements pour Wishmaster ont lieu entre janvier et mars 2000 aux Caverock Studios de Kitee et aux studios Finnvox d’Helsinki. L’opus voit la participation d'invités comme Ike Vil de Babylon Whores sur The Kinslayer, Sam Hardwisck pour la narration du morceau Dead Boy’s Poem et d’un chœur masculin. Il s’agit du dernier album de Nightwish à présenter Sami Vänskä à la basse.
Il est promu par la sortie, sans clip vidéo, du single Deep Silent Complete qui arrive en 3e place des classements musicaux finlandais. Wishmaster atteint la 1re place des classements, où il obtient d’abord un disque d’or avant de devenir de platine avec plus 79 000 exemplaires vendus, la 21e place des classements allemands et la 66e place en France. Afin de promouvoir l’album, Nightwish lance le Wishmaster World Tour qui les emmène jouer dans plusieurs régions du monde.

## Contexte

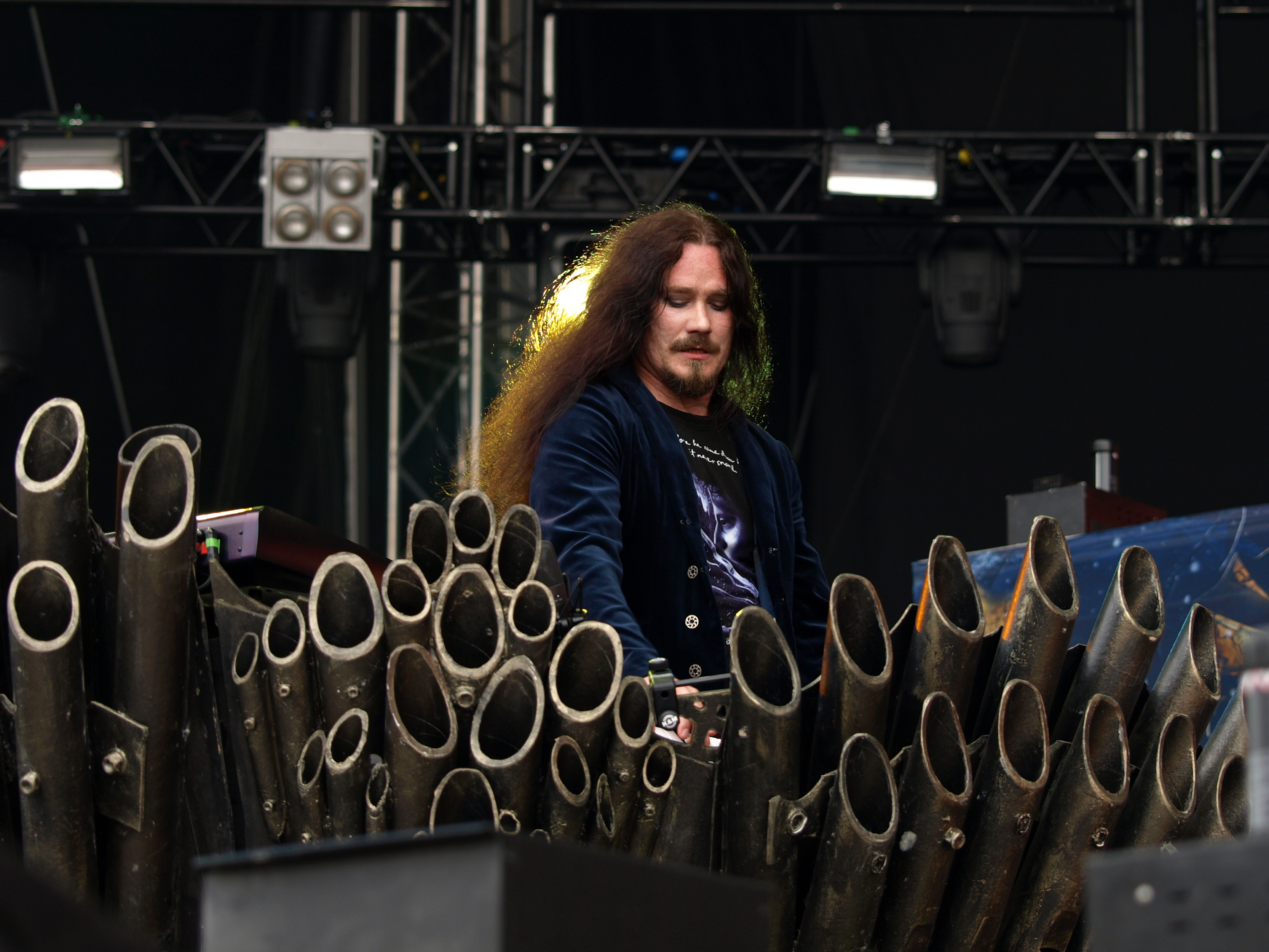
Tuomas Holopainen, claviériste et auteur-compositeur, est à l'origine de la création de Nightwish.

En juillet 1996, Tuomas Holopainen, claviériste de session habitué à jouer dans divers groupes de metal locaux finlandais et alors âgé de 19 ans, décide lors d’une nuit de feu de camp de former un groupe de musique acoustique d’ambiance influencé par The 3rd and the Mortal, The Gathering et Theatre of Tragedy,,,. Il invite rapidement ses amis Emppu Vuorinen, à la guitare, et la chanteuse Tarja Turunen, dont il ignore encore les capacités vocales lyriques,,,. Lors de l’enregistrement de leurs trois premières démos (Nightwish, d’où le groupe tire son nom,, The Forever Moments, et Etiäinen), avec l’aide de Tero Kinunen à la production, les garçons se rendent compte que la voix de Turunen est devenue très puissante et dramatique à la suite de ses études à l’Académie Sibelius. Le groupe décide alors d’orienter sa musique vers quelque chose de plus puissant et grandiose pour correspondre aux capacités de leur chanteuse. Emppu Vuorinen utilise, lors des répétitions suivantes, une guitare électrique en pensant que cela conviendra mieux à la voix de Turunen, et invite Jukka Nevalainen à les rejoindre à la batterie,.
Holopainen réussit à obtenir un contrat avec Spinefarm Records, permettant au groupe de sortir une première version de leur premier album Angels Fall First qui est arrêté au bout de 500 exemplaires, car le label ne la considère pas comme assez aboutie,,. Sa version finale est publiée le 1er novembre 1997, accompagné du single The Carpenter, et arrive en 31e place des classements musicaux finlandais avec plus de 8 500 exemplaires vendus ; ce succès surprend alors le groupe et sa maison de disques,. Heureuse de cette réussite, la jeune formation augmente ses ambitions et recrute Sami Vänskä à la basse,.
Le quintet enregistre entre août et octobre 1998 l’album Oceanborn qui marque un tournant décisif dans la carrière de Nightwish. La musique de cet opus s’oriente vers un power metal symphonique dramatique influencé par Stratovarius et la musique classique,,,. Holopainen déclare qu’en « écoutant Oceanborn, vous pouvez entendre à quel point nous avions grandi en tant que musiciens. Les chansons étaient bien meilleures ». Les conditions d’enregistrements sont très difficiles pour les membres du groupe dû à leur manque d’expérience, aux conflits liés aux royalties et à la complexité des morceaux,. Le claviériste déclare que c’est à ce moment qu’il ressent une « fin de l’innocence », Nightwish passe alors d’une bande d’amis à un groupe de metal professionnel. L’album sort le 7 décembre 1998 en Finlande. Il arrive à la 5e place des classements finlandais et à la 74e place en Allmemagne avec plus de 9 000 exemplaires vendus, . L’album ainsi que ses deux singles deviennent disque d’or dans son pays natal et la sortie du single exclusif Sleeping Sun permet d’augmenter la notoriété de Nightwish en Europe. Le groupe réalise sa première tournée européenne en première partie du groupe allemand Rage,,. Au cours de celle-ci, Nightwish vole régulièrement la vedette à la tête d’affiche, leur faisant réaliser l’attraction que le public leur porte.

## Caractéristiques

### Écriture et composition

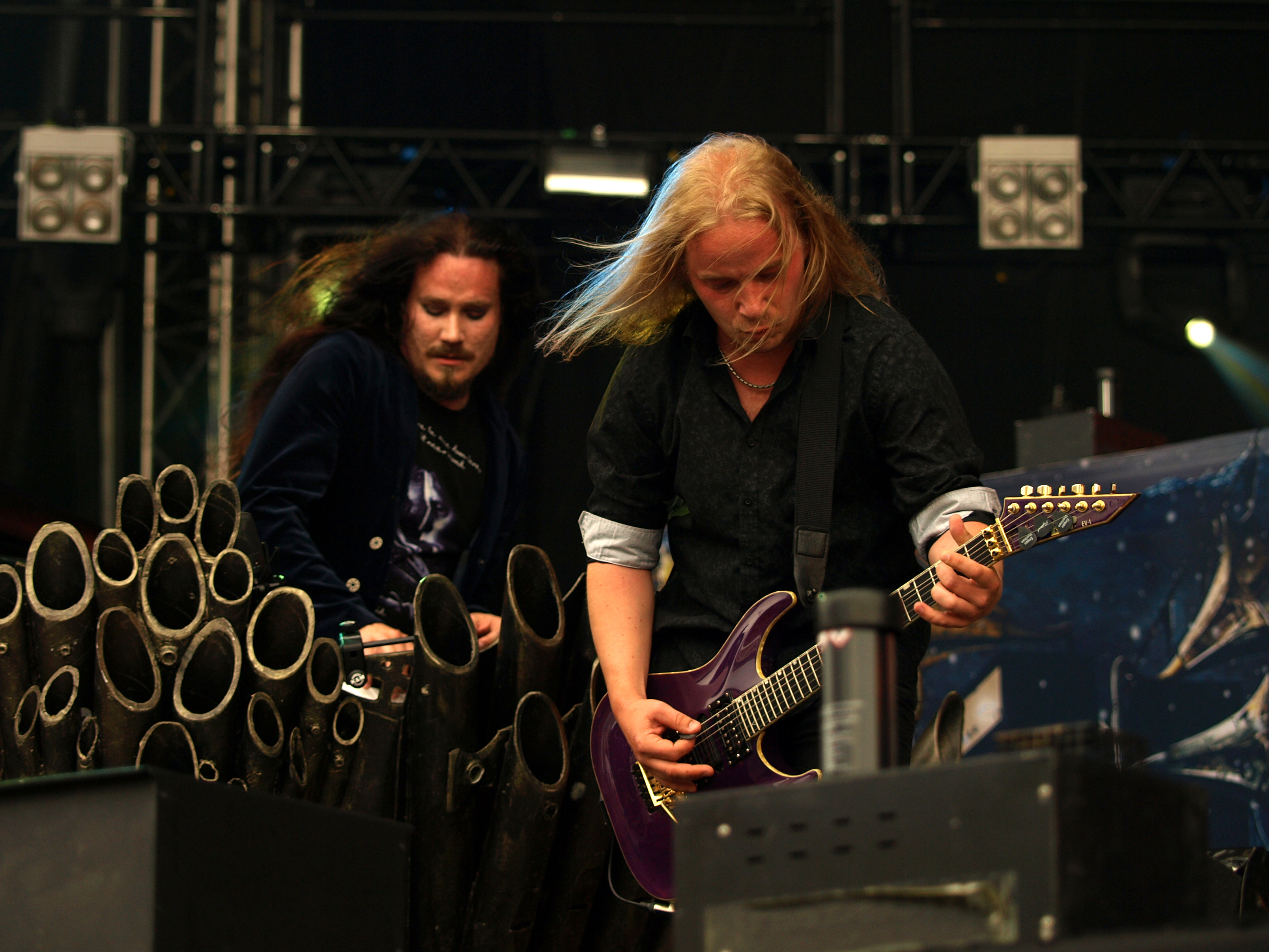
Emppu Vuorinen (droite) propose à Tuomas Holopainen (gauche) plusieurs idées pour les morceaux de l'album.

Les chansons pour Wishmaster sont quasiment toutes écrites durant le Oceanborn Europe Tour par Tuomas Holopainen, principal auteur-compositeur. Celui-ci explique que les paroles de ses chansons sont importantes pour lui et pour la musique de Nightwish car il « essaie de raconter des histoires, pleines de rêves, pleines de fantaisie, qui deviennent ensuite des images avec la musique. Souvent, il s'agit de mes propres pensées et expériences, souvent elles sont inspirées par des livres ou des films ». Il déclare toujours les écrire en anglais et noter chaque idée de chansons dans un carnet, car « j'ai trop souvent tendance à oublier [ces] idées géniales ». Lors d’une interview avec l'édition française du magazine Rock-Hard en novembre 1999, le claviériste révèle avoir huit chansons de prêtes et qu’il lui en faut encore trois supplémentaires pour compléter leur futur album. Ainsi « des chansons comme The Kinslayer et Deep Silent Complete n’ont été finies qu’une semaine avant d’entrer en studio »,.

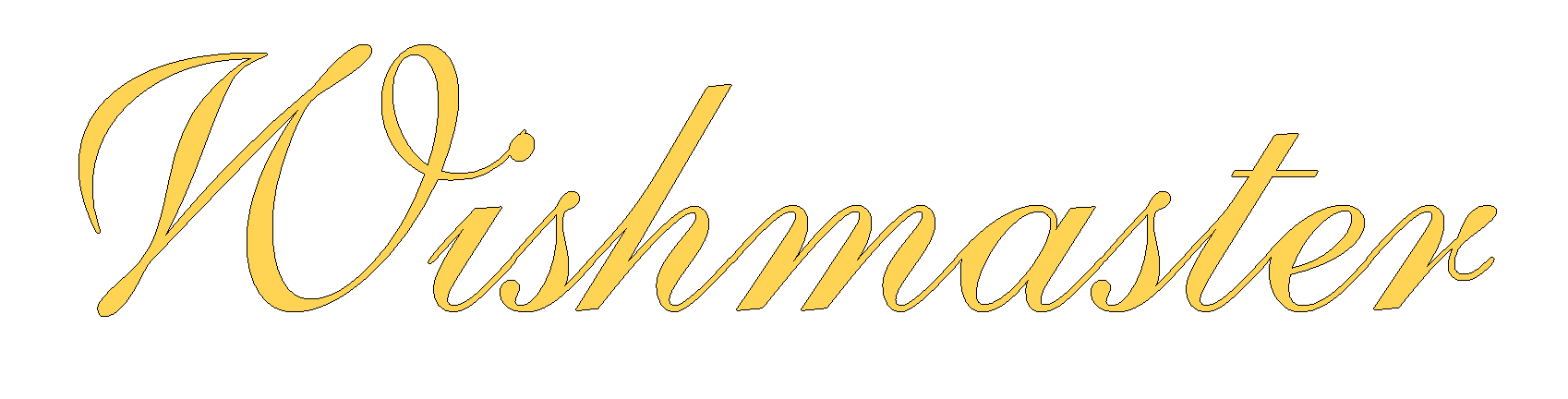
Logo de Wishmaster.

La musique de l’album est composée en grande partie par Holopainen, bien qu’il travaille les arrangements avec les autres membres de Nightwish dans une salle de répétition afin que tous soient « parfait[s] ». Selon lui, quand les idées des autres « sont adaptées à la musique, elles sont utilisées », ainsi plusieurs parties portent la marque de fabrique d'Emppu Vuorinen comme le « refrain de Come Cover Me » ou certains riffs de Bare Grace Misery. Holopainen raconte « qu’avant l’enregistrement de Wishmaster, Emppu m’a donné une cassette avec des riffs et des mélodies, et une bonne moitié d’entre eux étaient sacrément bons ». Dans son processus d’écriture, le claviériste explique créer d’abord « dans son esprit » les lignes de chant en entendant « la voix de Tarja dans ma tête, puis je crée les accords et la structure de base de la chanson ». Il déclare que Wishmaster est le premier album où il a pensé à l’étendue vocale de Tarja Turunen car pour Oceanborn, ses capacités vocales n’étaient encore pas assez développées pour lui permettre de chanter facilement les morceaux.

### Enregistrement

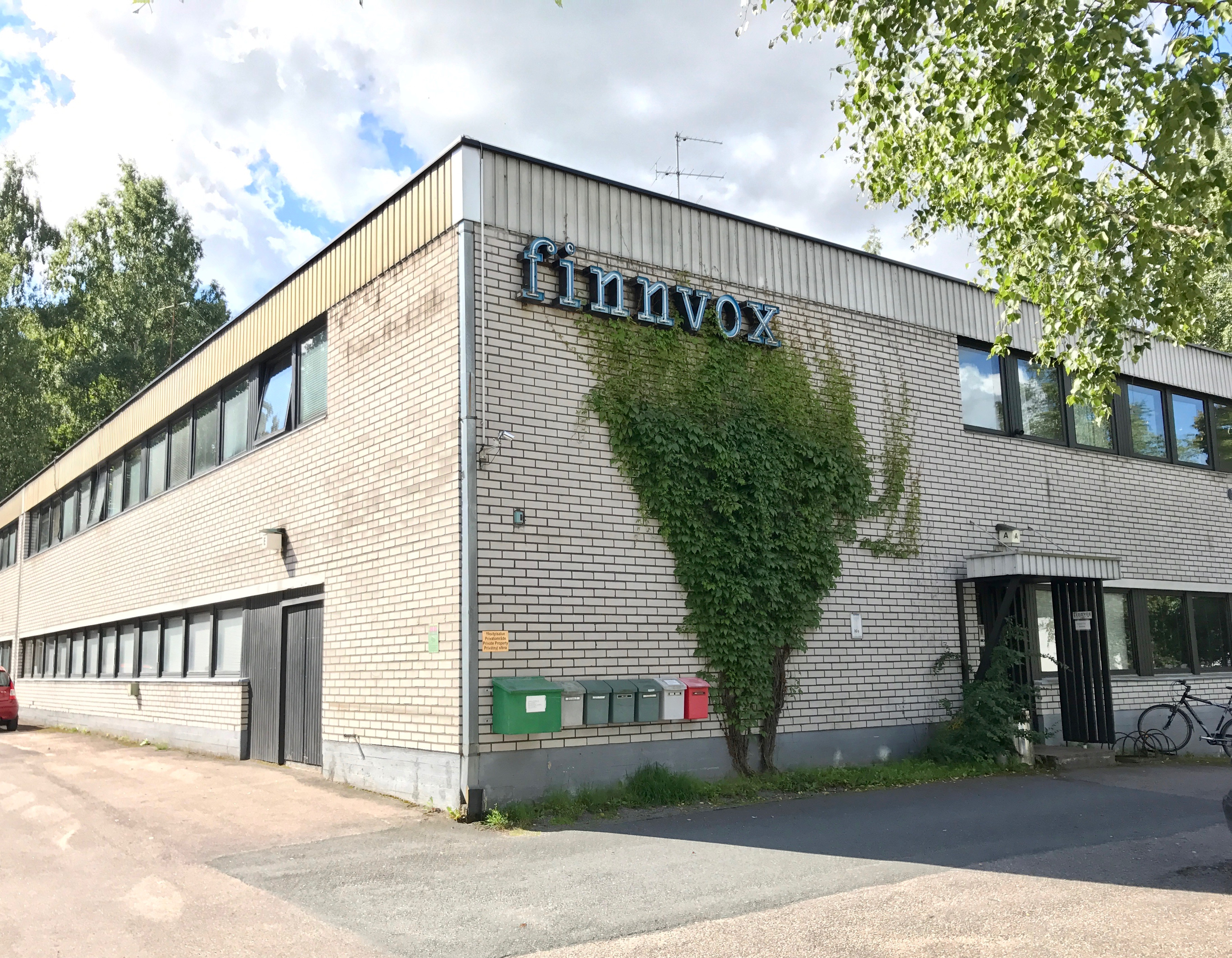
Les studios Finnvox où le groupe enregistre l'album.

Une fois leur tournée européenne avec Rage terminée, Nightwish organise dès la fin de l’année 1999 les répétitions pour leur prochain album. Les enregistrements pour Wishmaster ont lieu de janvier à mars 2000 aux studios Finnvox, où le groupe a réalisé le mixage d'Oceanborn et l’enregistrement de la chanson Sleeping Sun. Il s’agit du premier studio construit en Finlande pour enregistrer uniquement de la musique. Les studios Finnvox sont décrits comme comportant « des installations inédites et inouïes » pour la Finlande comme un parquet flottant, élément qui « devient la norme dans tous les studios high-techs de par le monde », un magnétophone quatre pistes Studer, alors une révolution pour l’époque. Jukka Nevalainen déclare qu’il s’agit du premier album « dont les batteries et les voix ont été enregistrées au Finnvox ».
Contrairement aux enregistrements d’Oceanborn, qui ont laissé un mauvais souvenir à tous les membres du groupe, ceux pour Wishmaster sont décrits « comme étonnamment facile » et « plaisant »,. Tarja Turunen déclare que c’est pendant l’enregistrement de l’opus qu’elle s’est rendu compte de la qualité musicale du groupe. La chanteuse explique que « chaque chanson était constituée d’un million de petites choses […] j’ai beaucoup écouté Wishmaster car les chansons m’apportaient une telle inspiration que je voulais réfléchir à la manière de les interpréter ». Elle ajoute s’être « donnée à 100 % » afin de réaliser « un grand album ». Les morceaux de l’album ont été aussi plus simples à chanter pour elle, car ils lui ont permis « d’utiliser à fond le potentiel de ma voix. Il y a moins de parties suraiguës. […] Je n’ai pas trop stressé ma voix pendant les séances de Wishmaster, et tout a été beaucoup plus simple qu’auparavant », bien que Turunen ne considère pas ces chansons comme « les plus faciles du monde » et qu’il faille une certaine technique pour pouvoir réussir à les chanter. Elle ajoute qu’à ce moment-là sa « voix fonctionnait d’une manière complètement différente et tout était beaucoup plus intéressant ». Mappe Ollila, rédacteur de la biographie du groupe, explique que la progression vocale de Tarja est due au fait qu’elle réalise à ce moment « quels étaient ses objectifs » au sein de Nightwish et son identité vocale grâce à ses cours à l'Université de musique de Karlsruhe en Allemagne.

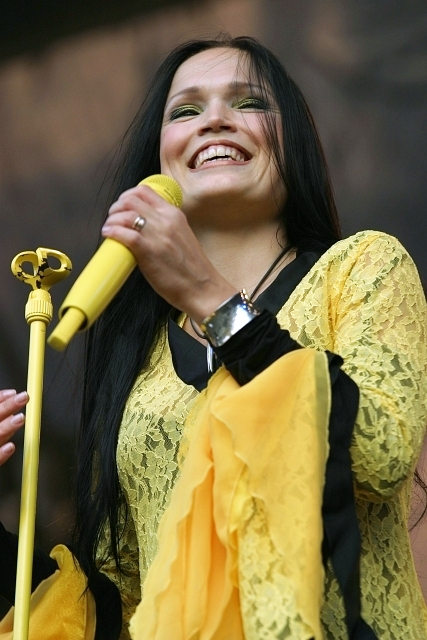
Tarja Turunen déclare que les sessions d'enregistrements de Wishmaster ont été plus agréables que celles pour Oceanborn.

L’enregistrement de Wishmaster marque aussi la participation de plusieurs invités. À la suite d’une demande de Tuomas Holopainen, Ewo Pohjola, leur manager et leur label Spinefarm Records engagent un chœur masculin composé de « cinq gamins de dix-huit ans tirés du lycée Sibelius ». Ike Vil, chanteur du groupe de death metal Babylon Whores, est invité aux côtés de Tarja Turunen pour la narration du morceau The Kinslayer,. Pour le titre Dead Boy’s Poem, Holopainen a l’idée qu’un jeune garçon récite un poème au milieu de la chanson. Ne trouvant « pas de finlandais de douze ans capables de prononcer l’anglais correctement » il demande de l’aide à sa tante, l’actrice Miitta Sorvali (en), qui lui conseille de contacter le fils du metteur en scène et écrivain anglo-finnois Neil Hardwick (en), Sam Hardwick, qui accepte directement l’invitation. Le claviériste explique avoir été satisfait du résultat, le trouvant très « pro », et le recontacte quelques années plus tard pour la narration sur Bless the Child, tiré de Century Child (2002),,. L’opus marque aussi le retour du flûtiste Esa Lehtinen, qui avait participé aux deux précédents albums et qui joue ici sur les morceaux Come Cover Me, Two for Tragedy et FantasMic,.
Pour les sessions d’enregistrements et le mixage de l’album, qui ont lieu au studio Finnvox, le groupe fait de nouveau appel à Miko Karmila, avec qui ils avaient travaillé pour Oceanborn. Tarja Turunen déclare que celui-ci « prenait le projet très au sérieux » bien qu’il ait eu la forte tendance à critiquer le jeu des membres du groupe lors des sessions d’enregistrements. Nightwish recontacte aussi l’ingénieur responsable de la mastérisation de leurs deux premiers albums : Mika Jussila.

### Style musical et thèmes des chansons
| Audios externes |                                                                                    |
|                 | Wishmaster devient très rapidement une des chansons phares de l'album.             |
|                 | Dead Boy's Poem est considéré par Holopainen comme la meilleure chanson du groupe. |

Musicalement, Wishmaster s’inscrit dans la lignée du power metal symphonique d’Oceanborn, qui combinait les musiques savantes avec le power metal. Celui-ci garde les tempos rapides, les riffs, les rythmiques des guitares saturées et l’importance des claviers qui a créé l’identité de son prédécesseur,. Les quelques modifications musicales ont lieu au niveau des « assauts à base de double grosse caisse » d’Oceanborn qui font place à une « approche [de la batterie] plus sophistiquée », de la « dramaturgie musicale » plus approfondie grâce au « son plus imposant » que le groupe a su créer. Certains morceaux comme Come Cover Me ou Bare Grace Misery présentent des « éléments pop évidents »,. Selon Mape Ollila, auteur de la biographie du groupe, il n’y a plus que les arrangements de Crownless et Wanderlust qui peuvent « être comparés aux chansons d’Oceanborn ».
Contrairement à Angels Fall First et Oceanborn, qui comportent la présence de chants masculins,, Wishmaster laisse toute la place à la voix de Tarja Turunen ; même si les chansons The Kinslayer et Dead Boy’s Poem contiennent des parties narratives réalisées respectivement par Ike Vil (Babylon Whores) et Sam Hardwick,,. Le chant lyrique de Turunen, qui devient la marque de fabrique du groupe jusqu’à son renvoi en 2005, se trouve cette fois dans un registre qui lui est plus confortable, en évitant notamment des parties suraiguës, « même si sa voix apparaît […] encore limitée par rapport » à Century Child (2002) et Once (2004).
Les chansons des deux premiers albums de Nightwish qui « parlaient de licornes, de pharaons, d’anges et de loup » laissent la place à des textes personnels abordant « le péché, l’amour, l’honneur et la religion » tout en gardant quelques chansons au thème fantaisiste.
She Is My Sins est une chanson sur « les péchés cachés que chacun d’entre nous a enfouis profondément au-delà de toute compréhension » tout en abordant l’idée « d’un désir sexuel dangereux »,,. The Kinslayer est écrit après la fusillade de Colombine le 20 avril 1990 où deux adolescents, Eric Harris et Dylan Klebold, se rendent dans leur lycée avec l’intention de tuer le plus grand nombre de leurs camarades avant de se suicider,. Tuomas Holopainen déclare que le dialogue entre Tarja Turunen et Ike Vil cite des extraits d’échanges entre « les tueurs et leurs camarades de classe pendant la fusillade. (D'après ceux qui ont survécu) ». La chanson Come Cover Me est décrite par le claviériste comme « une chanson d’amour assez simple » ou « le sentiment d'attente est souvent plus satisfaisant que l'événement lui-même ». Elle traite de manière poétique du désir d’une connexion émotionnelle et physique entre deux personnes en comparant l’amour avec le temps et la nature éphémère.
Wanderlust parle de l’envie de découvrir le monde et les lieux extraordinairement divers qu’il possède. Des références « aux sirènes, aux loups et au Pacifique représentent l'attrait de l'inconnu et l'appel du côté sauvage de la nature ». Holopainen déclare avoir eu l'envie par cette chanson de réveiller «  le vagabond » qui est en nous. Two for Tragedy explore l’idée de ne pas trouver de réconfort ou de sens à la vie lorsque l’on a perdu quelqu’un de cher, ici un fils. Wishmaster est un hommage à la fantasy de Tolkien. La chanson fait référence à des personnages comme Elbereth et Lórien ainsi qu'au jeu de rôle Lancedragon,. La chanson raconte l’histoire « d'un enfant au regard rêveur qui part en voyage pour acquérir la connaissance d'un arcane. Cela le conduira à un destin de pouvoir, à maîtriser sa propre vie et à être un apprenti, armé du courage des guerriers et des rêves d'un disciple » celui-ci devient ainsi « le maître des souhaits — un personnage qui peut manier le pouvoir de sa propre volonté pour créer son propre destin ».

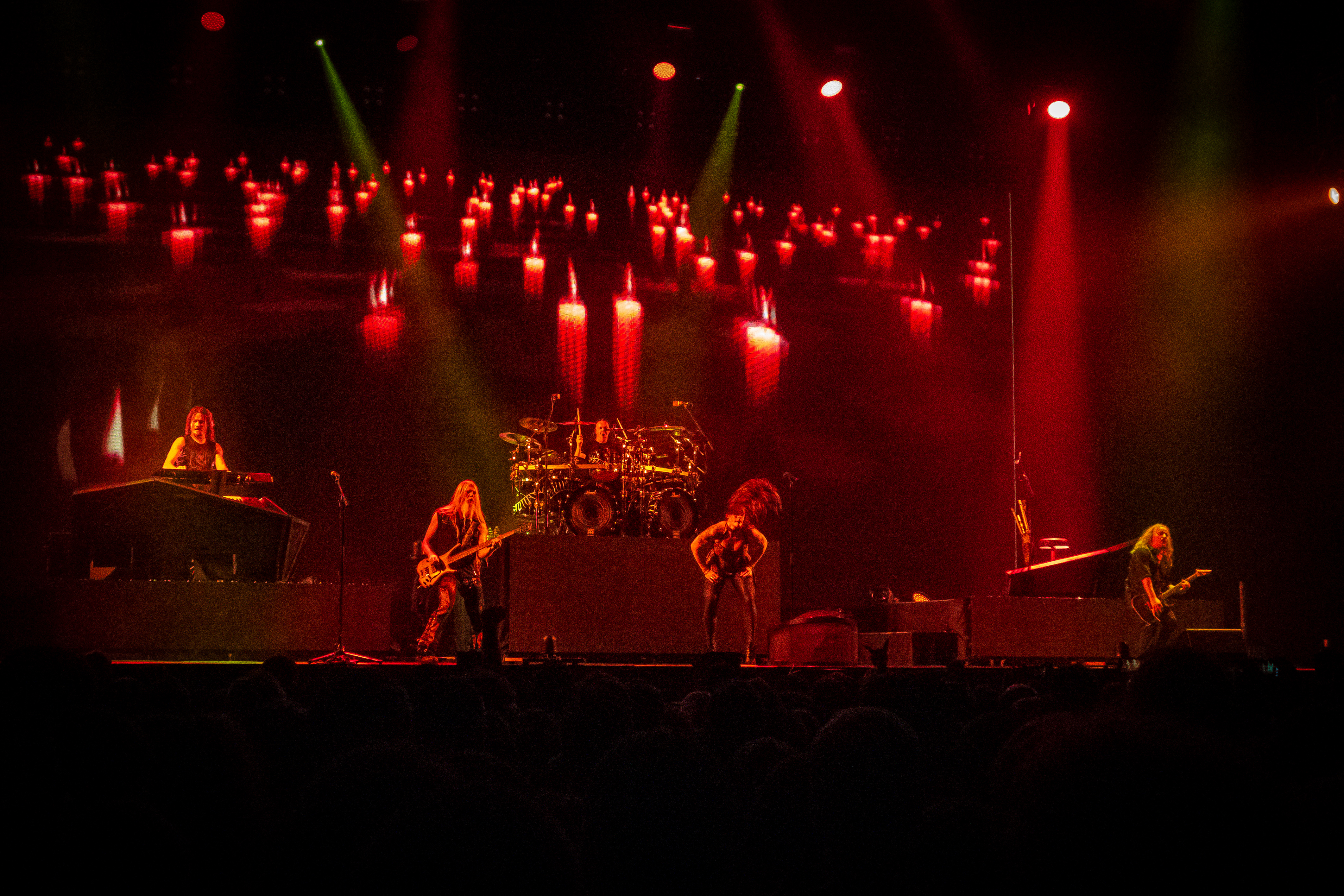
Nightwish interprétant The Kinslayer à Genève en 2018.

La chanson Bare Grace Misery parle d’un personnage qui découvre « le côté obscur du désir d’amour » même si cela le « conduit à la douleur et à la tourmente »,. Crownless traite des personnes arrogantes et égoïstes, « a qui l’on a donné une couronne » et qui ne savent pas se comporter correctement avec les autres. Deep Silent Complete est une chanson fantaisiste sur les innombrables pouvoirs des océans.

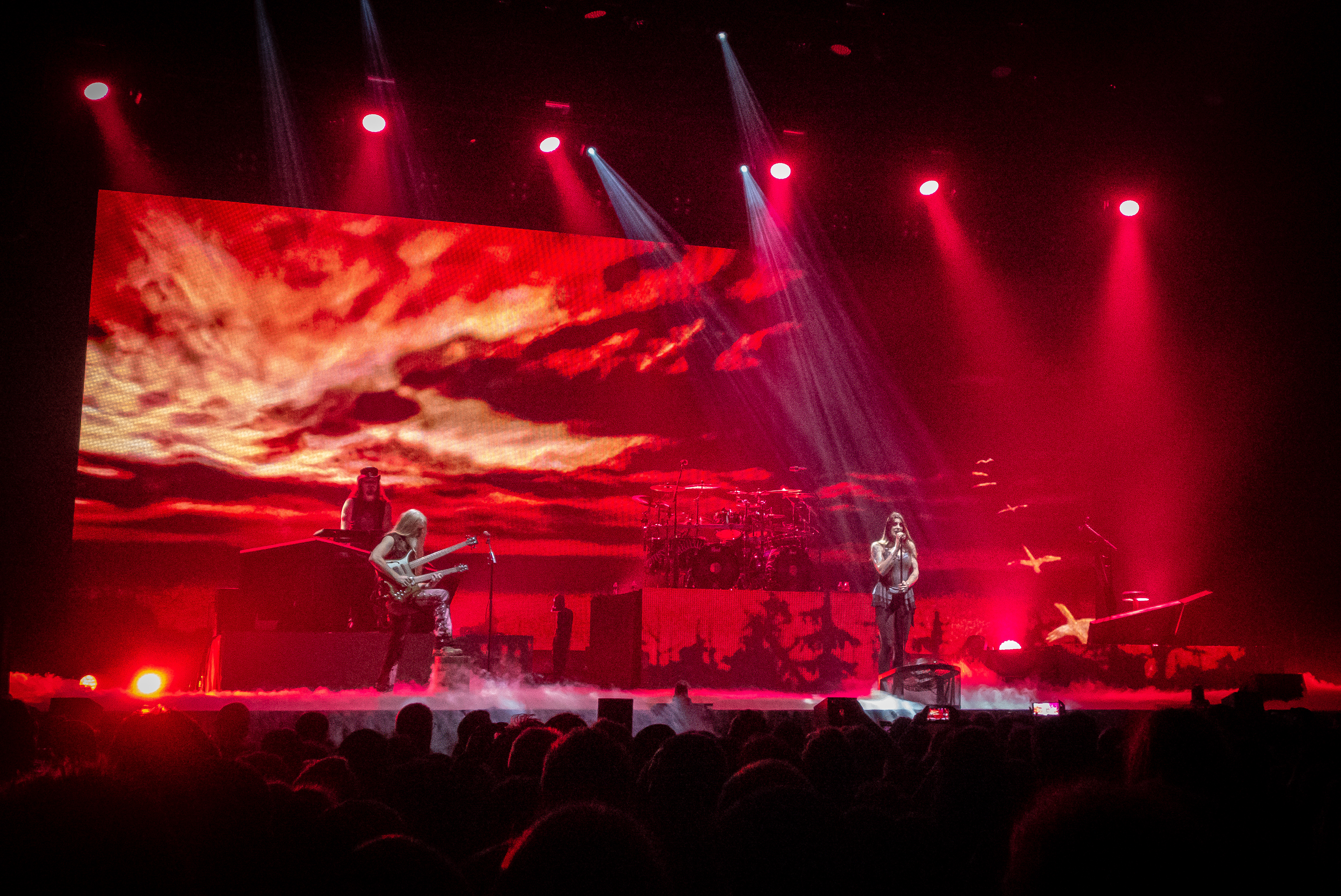
Dead Boy's Poem joué lors du Decades World Tour à Genève en 2018.

Dead Boy’s Poem est considéré à sa sortie comme la chanson la plus personnelle que Holopainen ait pu écrire, la voyant comme une sorte de « testament »,,. Il lui vient l’idée de l’écrire après s’être demandé ce qu’il voudrait « laisser derrière moi si je mourais demain »,. Elle parle « des excuses, des remerciements que l’on adresse à ceux qui le méritent — et de même dire aux autres d’aller se faire foutre »,. Le claviériste explique que cette chanson parle aussi de ses parents, de ses meilleurs amis et de Nightwish,. D’après lui il s’agit de la meilleure chanson de Wishmaster et de tout le catalogue du groupe. La chanson est coupée par moments par un poème raconté par un jeune garçon, narré par Sam Hardwick, « innocent » et « rejeté par tous […] qui ne peut parler de ses sentiments qu'à travers la musique et la poésie. Il atteint l'amour véritable, mais ne pouvant égaler Dieu, son plus grand désir — être aimé — reste donc à jamais inassouvi ». Les paroles de Dead Boy’s Poem servent à créer l’illustration de la pochette de l'album qui représente un « petit garçon » agenouillé au bord d'un lac et qui « tend les bras vers des cygnes qui volent », avec une lettre marquée « un poème du cœur de l'enfant ». En 2007, Holopainen révèle que cette lettre est la même que celle tenue par le hibou de la pochette d'Oceanborn. La chanson devait à l’origine s’appeler Long-Forgotten.
FantasMic est une chanson sur les films d'animation Disney, en particulier sur leurs éléments fantastiques, et tire son titre du spectacle Fantasmic ! de Disneyland. Sleepwalker, titre bonus, est la chanson que le groupe a écrite et composée pour leur participation à l’Eurovision en 2000. Holopainen la qualifie d’« une de nos plus mauvaises [chansons] » car elle ne doit pas durer « plus de trois minutes ».

## Lancement et réception

### Lancement et promotion
| Vidéos externes | |
|                 | Clip vidéo live de The Kinslayer tourné en Argentine sur la chaîne YouTube de Tarja&NightwishHD.                |
|                 | Sleepwalker lors de la prestation de Nightwish au concours de l'Eurovision sur la chaîne YouTube de Metallwish. |

Wishmaster sort le 8 mai 2000 par Spinefarm Records en Finlande avant de paraître dans le reste de l’Europe le 29 mai par Drakkar Entertainment puis au Japon le 19 juillet par Toy’s Factory. Il sort le 6 février 2001 aux États-Unis via Century Media Records. L’opus doit à l'origine sortir le 22 mai 2000 en Finlande, accompagné d’une grande campagne publicitaire, mais celui-ci fuite sur internet et est mis en vente dans certaines villes de Russie et d’Estonie avant même que les membres du groupe ne reçoivent « d’exemplaire promotionnel ». Spinefarm estime les pertes de ventes à 20 %.
Le jour de sa sortie, l’album atteint la 1re place des classements musicaux finlandais et y reste trois semaines avant d’obtenir un disque d’or, puis de platine, avec 79 447 exemplaires vendus,,. Wishmaster se classe à la 21e place des charts allemands, où il devient à son tour disque d’or, et à la 66e place en France. En 2001, l’opus est nommé dans la catégorie « Groupe de l’année » lors des Emma Awards et dans la catégorie « Meilleur Nouveau groupe Rock/Metal » lors des Echo Awards en Allemagne. En 2022, l’album revient dans les classements finlandais en occupant la 4e place.
Début 2000, Nightwish profite de sa participation au concours de l’Eurovision pour faire sa promotion avant la sortie de Wishmaster,. Le groupe participe avec la chanson Sleepwalker et arrive jusqu’en demi-finale où, bien qu’ayant obtenu le vote du public, ils arrivent juste derrière Nina Åström car les jurés ne les placent que troisièmes dans leur classement,,,. Wishmaster est promu par un seul single : Deep Silent Complete. Celui-ci sort uniquement en Finlande le 16 juillet où il atteint la 3e place des classements et devient disque d’or avec 5 000 exemplaires vendus,. Un CD promotionnel pour The Kinslayer est distribué et un clip vidéo live est tourné en Argentine,. En France, deux éditions limitées de Wishmaster sont publiées : la Wishbox qui contient « un album dédicacé, un porte clé Nightwish et aussi un calendrier Nightwish Limité à 1 500 exemplaires » et le Wishmastour 2000 permettant aux fans français d’avoir accès aux titres bonus sans payer des frais d’imports exorbitants.

### Réception et impact
À sa sortie Wishmaster est très bien reçu par les critiques et est très vite considéré par les fans comme le meilleur album du groupe. Le magazine Soundi déclare qu’avec ce troisième album « Nightwish a atteint la maturité ». Le périodique félicite aussi « les arrangements [qui] ont atteint un niveau totalement différent » et la voix de Tarja qui vient « servir exclusivement l’intérêt des chansons elles-mêmes ». L’album est désigné « Album du mois » par plusieurs magazines et éclipse aux yeux du magazine Rock Hard les sorties simultanées des albums de Bon Jovi et Iron Maiden,.
Sur internet, Wishmaster reçoit de très bonnes critiques. Cependant, Antti J. Ravelin, critique d’AllMusic, déclare que l’opus « n'est pas aussi cohérent » qu’Oceanborn et reproche à Nightwish d’avoir « des schémas [qui] se répètent, l'accroche de chaque morceau est basée sur une intro puissante et un refrain simple ». Mais le critique salue « leur charme [qui] réside dans leur dramaturgie débordante ». Le critique de The Metal Observer explique que l'opus « n'est pas aussi accrocheur » que son prédécesseur et trouve que les membres du groupe « ne sont plus aussi sauvages, mais qu'ils mettent davantage l'accent sur de meilleures structures de chant, ce qui n'est pas une régression ». Metal Storm explique qu’il « s'agit d'un bon album, pas aussi puissant qu'Oceanborn, mais nettement plus mature ». Ceci reproche uniquement au groupe de ne pas avoir utilisé de chant masculin pour « apporter de la variété à la musique ».
En 2019, le magazine Metal Hammer classe l’album à la 18e place de son « top 25 des meilleurs albums de power metal de tous les temps ». Clémentine Delauney de Visions of Atlantis explique que l'univers de l'opus a été une « révélation » pour elle au moment où elle commençait à prendre des cours de chant lyrique,,. Nicole Bogner, la première chanteuse de Visions of Atlantis, explique que son groupe s'est beaucoup inspiré de la musique de Wishmaster pour leurs premiers albums.

## Wishmaster World Tour

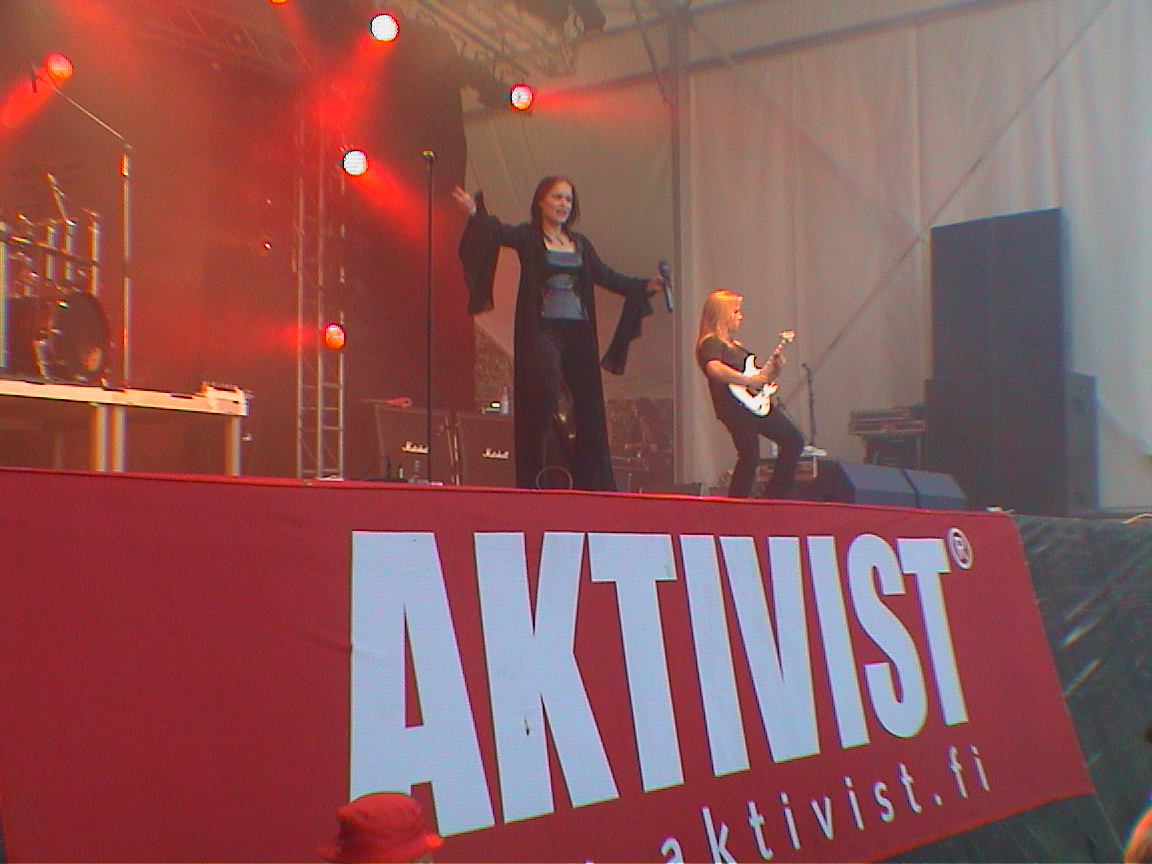
Tarja Turunen et Emppu Vuorinen lors du Wishmaster World Tour en 2001.

Afin de promouvoir l'opus, Nightwish réalise sa première tournée mondiale en tête d’affiche, où ils sont accompagnés par le groupe Sinergy. La bande réalise un premier concert en Belgique le 10 mai 2000 avant de commencer sa nouvelle tournée le 19 mai avec un concert, pour le lancement de Wishmaster, à Kitee. Lors de ce concert, la formation utilise les premiers effets pyrotechniques de sa carrière et reçoit ses quatre premiers disques d’or (pour l’album Oceanborn et les singles Sacrament of Wilderness, Sleeping Sun et Walking in the Air),. Le groupe réalise entre mai et juillet 2000 quinze concerts en Finlande et une date au Wave-Gotik-Treffen en Allemagne,. Le son plus « massif » de Wishmaster oblige le groupe à utiliser de nouveaux moyens pour réaliser correctement leurs performances incluant l'usage d'enregistrements « sur support digit[aux] » pour les parties de chœurs et d’orchestre ou d'« une lampe LED clignotant au rythme de la chanson attachée à la grosse caisse de Jukka, lui permettant de vérifier le tempo [des chansons] »,. Bien que ces nouvelles techniques permettent au groupe d’installer l’effet « dramatique » qu’il recherche, celles-ci les empêchent aussi de laisser place à l’improvisation ; élément qui est critiqué lors de leurs premiers concerts.
Le Wishmaster World Tour emmène ensuite le 13 juillet 2000 Nightwish jouer leur premier concert en Amérique du Sud. Le groupe réalise pendant trois semaines des concerts au Brésil, au Chili, en Argentine, à Panama (où ils deviennent le premier groupe de rock européen à jouer) et au Mexique. La formation décrit cette partie des concerts comme étant la meilleure de la tournée. C’est aussi au cours de cette tournée que Nightwish fait la rencontre de Marcelo Cabuli, homme d’affaires argentin, tour manager du groupe en Amérique du Sud, qui devient en 2002 le mari et manager de Tarja Turunen avant d'être l'un des facteurs du renvoi de la chanteuse en 2005,.
Fin août, le groupe réalise sa première prestation au Wacken Open Air en Allemagne avant de jouer en septembre huit dates en Finlande,,. Le groupe fait ensuite une tournée européenne qui les fait passer pour la première fois en France, en Autriche, en Hongrie, en République tchèque avant de les emmener au Canada pour deux dates. Au cours de leur concert à Tampere en Finlande le 29 décembre 2000, Nightwish enregistre son premier DVD live : From Wishes to Eternity (2001). Le concert contient les participations de Tapio Wilska (Nattvindens Gråt, Finntroll), sur The Pharaoh Sails to Orion et de Tony Kakko (Sonata Artica) sur Beauty and the Beast,. Nightwish publie aussi en 2001 l’EP Over the Hills and Far Away avant de reprendre la route en Finlande et dans le reste de l’Europe,. Le groupe réalise leur premier et unique concert en Corée du Sud, jusqu’au Endless Forms Most Beautiful World Tour en 2016, avant de passer par la Russie et de terminer sa tournée le 14 septembre 2001 en Finlande.

## Futur de l’album

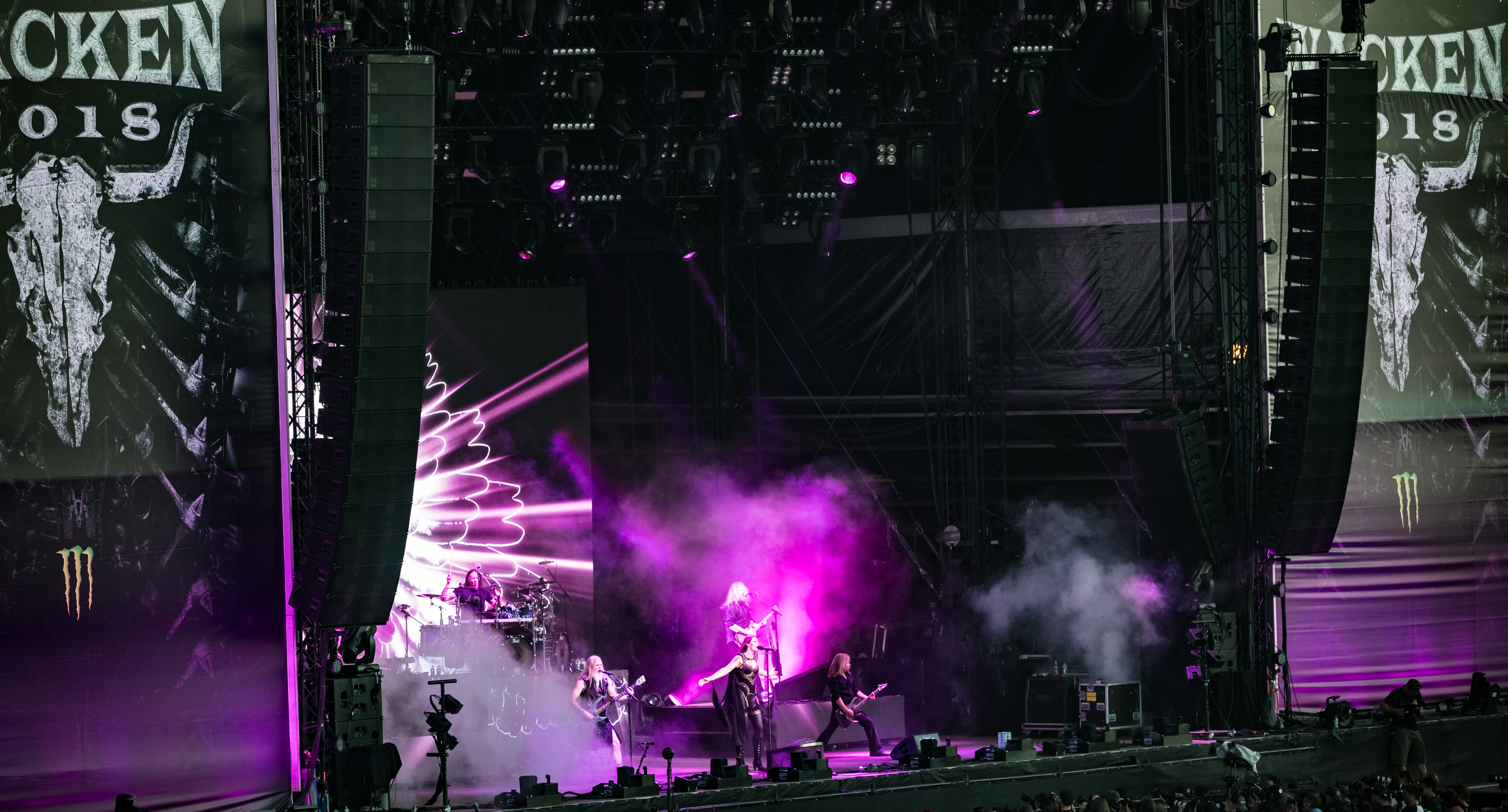
Nightwish jouant Come Cover Me au Wacken Open Air en 2018.

Certaines des chansons de Wishmaster sont présentes dans les compilations ultérieures du groupe avec Tarja Turunen, notamment sur Wishmastour 2000, Bestwishes, Highest Hopes, Tales From the Elvenpath et sur Walking in the Air: The Greatest Ballads, puis sur Decades (2018), la compilation des vingt ans du groupe.
Aujourd’hui, Holopainen considère l’album comme « une sorte d’entre-deux » et « une redite [d’Oceanborn] avec un plus gros son »,. En 2023, le claviériste positionne Wishmaster à la dernière place de son classement des albums de Nightwish en expliquant qu’« il ne se démarque pas d'un point de vue personnel. Il n'a rien de révolutionnaire après Oceanborn » à part être « un peu mieux produit »,.
Un grand nombre de chansons de l’album comme The Kinslayer, Deep Silent Complete ou Dead Boy’s Poem sont considérées comme des classiques du groupe et sont jouées régulièrement jusqu’à l’éviction de Turunen en 2005. Les morceaux Two For Tragedy et Bare Grace Misery sont, en 2023, les seuls titres de l'album à n'avoir jamais été joués en live. D’autres chansons comme She Is My Sin et Wishmaster, qui clôture les concerts du groupe pendant deux tournées, sont jouées régulièrement jusqu’à la fin du Dark Passion Play World Tour (2007-2009), avec Anette Olzon comme chanteuse,. La première est régulièrement interprétée à partir de l’arrivée de Floor Jansen en 2013 et la seconde est jouée de temps en temps lors du Endless Forms Most Beautiful World Tour (2015-2016). Pendant le Decades World Tour (2018), les chansons The Kinslayer, Come Cover Me, Deep Silent Complete et Dead Boy’s Poem sont remis au bout du jour,,. Tarja Turunen interprète régulièrement la chanson Wishmaster lors de ses tournées ; comme lors du What Lies Beneath World Tour, où une version live (enregistrée le 27 mars 2011) peut-être écoutée sur le CD/DVD Luna Park Ride,, et lors du Raw Tour.

## Liste des titres
| 1.    | She Is My Sin             | 4:46 |
| 2.    | The Kinslayer             | 4:00 |
| 3.    | Come Cover Me             | 4:34 |
| 4.    | Wanderlust                | 4:50 |
| 5.    | Two For Tragedy           | 3:50 |
| 6.    | Wishmaster                | 4:24 |
| 7.    | Bare Grace Misery         | 3:42 |
| 8.    | Crownless                 | 4:30 |
| 9.    | Deep Silent Complete      | 3:58 |
| 10.   | Dead Boy's Poem           | 6:47 |
| 11.   | Fantasmic                 | 8:18 |
| 12.   | Sleepwalker (Titre bonus) | 3:07 |
| 53:39 |                           |      |

Deux titres sont ajoutés dans la version 2008 de l'album :
| No  | Titre                       | Durée |
| --- | --------------------------- | ----- |
| 13. | Wanderlust (Live)           |       |
| 14. | Deep Silent Complete (Live) |       |

## Crédits

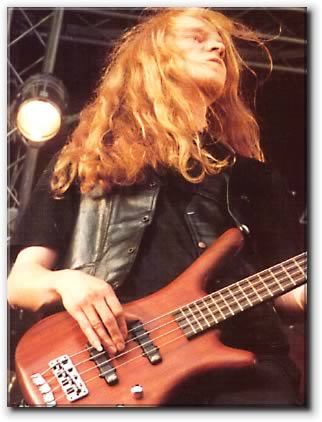
Wishmaster est le dernier album du groupe à présenter Sami Vänskä comme bassiste du groupe.

### Membres
- Tarja Turunen - chants
- Tuomas Holopainen - claviers
- Emppu Vuorinen - guitare
- Sami Vänskä - basse
- Jukka Nevalainen - batterie

### Musiciens de sessions
- Ike Vil — narration sur The Kinslayer
- Sam Hardwick — narration sur Dead Boy's Poem
- Esa Lehtinen — flûtes
- Matias Kaila — ténor
- Ville Laaksonen — ténor, arrangement pour les parties de chœur
- Kimmo Kallio — baryton
- Riku Salminen — basse
- Anssi Honkanen — basse

### Crédits supplémentaires
- Tero Kinunen — production, enregistrement,
- Mikko Karmila — enregistrement, mixage
- Mika Jussila — mastering
- Toni Härkönen — photographies
- Maria Sandell — illustrations
- Markus Mayer — pochette d'album
- Peter Dell — illustrations, mise en page

## Classements et certifications

### Classement en 2000
| Pays      | Chart                   | Meilleure position | Réf    |
| --------- | ----------------------- | ------------------ | ------ |
| Finlande  | Suomen virallinen lista | 1                  | ,      |
| Allemagne | Media Control AG        | 21                 | [ 69 ] |
| France    | SNEP                    | 66                 | [ 71 ] |

### Classement en 2022
| Pays     | Chart                   | Meilleure position | Réf    |
| -------- | ----------------------- | ------------------ | ------ |
| Finlande | Suomen virallinen lista | 4                  | [ 73 ] |

### Certification en 2000
| Pays                     | Certification |
| ------------------------ | ------------- |
| Finlande (IFPI Finland), | Platine       |
| Allemagne (IFPI Finland) | Or            |